# Waiblingen
Waiblingen – miasto powiatowe w Niemczech, w kraju związkowym Badenia-Wirtembergia, w rejencji Stuttgart, w regionie Stuttgart, siedziba Rems-Murr. Leży nad rzeką Rems, ok. 10 km na wschód od Stuttgartu, przy drogach krajowych B29, B14 i linii kolejowej Stuttgart–Aalen oraz Stuttgart–Schwäbisch Hall.
Z Waiblingen pochodzi Nadine Krause, niemiecka piłkarka ręczna, reprezentantka kraju.
W mieście znajduje się stacja kolejowa Waiblingen.

## Współpraca
Miejscowości partnerskie:
- Węgry: Baja
- Wielka Brytania: Devizes
- Włochy: Jesi
- Francja: Mayenne
- Turyngia: Schmalkalden

## Galeria

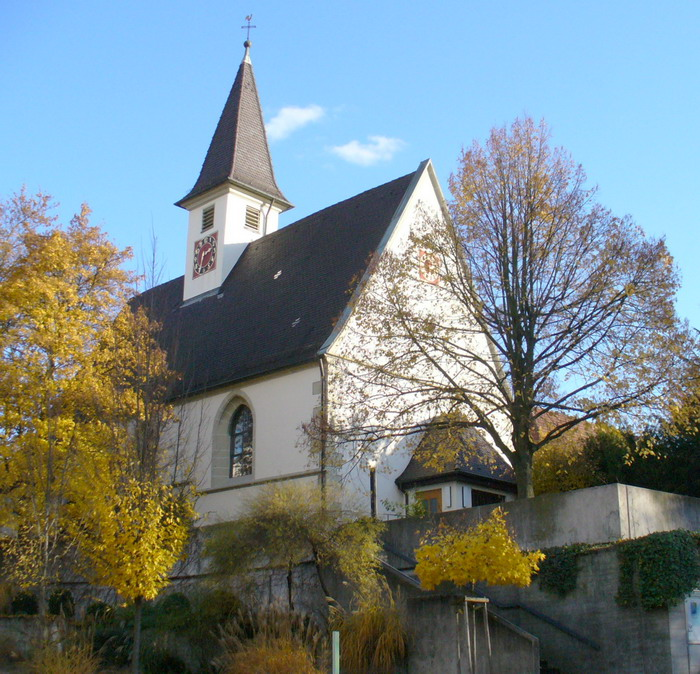
Kościół w Hohenacker
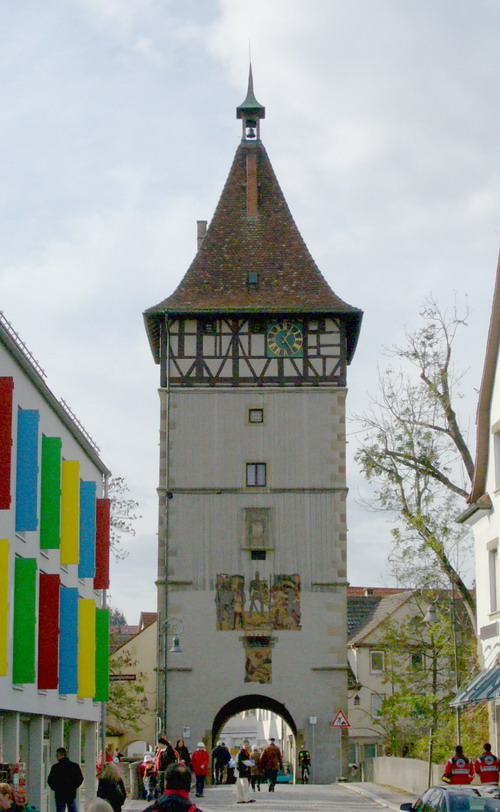
Brama Beinstein
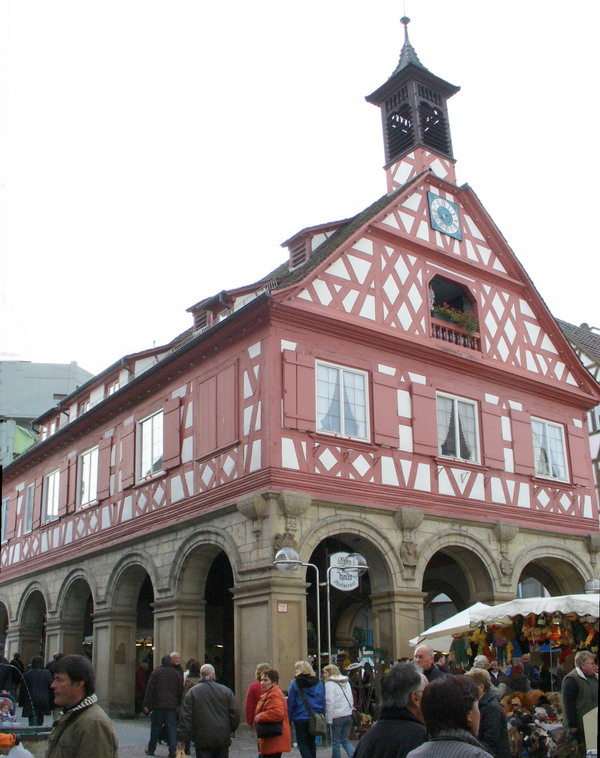
Stary ratusz